# إل. راندال راي
إل. راندال راي (بالإنجليزية: L. Randall Wray) هو اقتصادي وأستاذ جامعي أمريكي، ولد في 1953.